# Walter Hartmann
Walter Hartmann (ur. 23 lipca 1891 w Mülheim an der Ruhr, zm. 11 marca 1977 w Hameln) – niemiecki generał artylerii, uczestnik I i II wojny światowej w tym agresji na Polskę i Francję oraz ataku na Związek Radziecki.

## Życiorys
W dniu 1 października 1910 roku wstąpił do 1 pułku artylerii polowej (12 pułk artylerii Armii Cesarstwa Niemieckiego) armii saskiej jako kandydat na oficera. Po uzyskaniu stopnia oficerskiego został oficerem w batalionie artylerii konnej tego pułku. W składzie tego pułku od 14 sierpnia 1914 roku uczestniczył w I wojnie światowej na froncie wschodnim. W okresie marzec-kwiecień  1916 uczestniczył w kursie obserwatorów lotniczych artylerii, a następnie został obserwatorem lotniczym w 7 zapasowym batalionie lotniczym, a od czerwca 1916 roku w 232 batalionie lotniczym artylerii. Następnie od stycznia 1917 został pierwszym adiutantem Lotniczej Szkoły Artylerii Wschód. W czerwcu 1918 roku został oficerem sztabu XXI Korpusu Rezerwowego, po czym był oficerem w oddziałach artylerii na terenie Kurlandii i od stycznia 1919 roku oficerem w sztabie VI Korpusu Rezerwowego. Po wycofaniu wojsk niemieckich z Kurlandii powrócił do swojego przedwojennego 12 pułku artylerii polowej.
W czasie demobilizacji armii pozostał w służbie i został oficerem Reichswehry, służąc w pułku artylerii. 1 kwietnia 1920 roku został adiutantem dowódcy 12 dowództwa artylerii. Przeszedł wtedy przeszkolenie i staż wymagany dla oficerów Sztabu Generalnego. Przeszedł wtedy do 4 pułku artylerii, a następnie od 1923 roku był w sztabie 4 Dywizji Reichswehry. W dniu 1 kwietnia 1928 roku został dowódcą 4 baterii 4 pułku artylerii. 31 października 1932 roku został formalnie przeniesiony do rezerwy i skierowany do Chin, gdzie w latach 1932–1934 był instruktorem armii chińskiej. Po powrocie z Chin ponownie przyjęty do Reichswehry 1 marca 1934 roku, po czym przeszedł do Wehrmachtu.
1 października 1934 roku został dowódcą 14 dywizjonu pułku artylerii „Naumburg”, po przemianowaniu tego pułku w 60 pułk artylerii został dowódcą 1 dywizjonu. 1 października 1937 roku został dowódcą 24 pułku artylerii, wchodzącego w skład 24 Dywizji Piechoty.
Na czele 24 pułku artylerii uczestniczył w ataku na Polskę w 1939 roku i w kampanii francuskiej w maju 1940 roku. 25 listopada 1940 roku został dowódcą 14 Dowództwa Artylerii, wchodzącego w skład LII Korpusu Armijnego.
Na czele 14 Dowództwa Artylerii (Arko 14) wziął udział w ataku na ZSRR w 1941 roku, następnie brał udział w walkach na froncie wschodnim. W dniu 15 lipca 1941 roku został ciężko ranny, w wyniku odniesionych ran amputowano mu lewą rękę i nogę.
Po wyzdrowieniu, pomimo kalectwa, zgłosił się do dalszej służby i 1 maja 1942 roku został dowódcą 407 Dywizji, a 10 września 1942 roku został dowódcą 390 Dywizji Szkolno-Polowej. Obie te dywizje nie brały udziału w walkach, a jedynie zajmowały się szkoleniem uzupełnień dla jednostek frontowych.
1 lutego 1943 roku został dowódcą 87 Dywizji Piechoty, na czele tej dywizji wziął udział w walkach na froncie wschodnim  pod Rżewem, Newelem i Witebskiem. 20 listopada 1943 roku został przeniesiony do rezerwy.
Po krótkiej przerwie ponownie powrócił do służby i 20 stycznia 1944 roku został dowódcą I Korpusu Armijnego wchodzącego w skład 16 Armii Grupy Armii „Północ”. Następnie 1 maja 1944 roku został dowódcą XXXXIX Korpusu Górskiego, walczącego na Krymie i dowodził nim w czasie ewakuacji do Rumunii w maju 1944 roku.
W dniu 1 września 1944 roku został dowódcą VIII Korpusu Armijnego 9 Armii Grupy Armii „Środek”, korpusem tym dowodził w czasie operacji styczniowej Armii Czerwonej, prowadząc ciężkie boje w rejonie Warszawy, a następnie w walkach odwrotowych docierając na Śląsk w lutym 1945 roku. W dniu 1 kwietnia 1945 roku został dowódcą XXIV Korpusu Pancernego, składającego się z resztek oddziałów LVII Korpusu Pancernego i XXXIX Korpusu Pancernego, które pozostały na Śląsku. Dowodzony przez niego korpus zajmował pozycje obronne na pograniczu Śląska i Czech. Na przełomie kwietnia i maja 1945 roku prowadził on ciężkie walki w rejonie Bohumina, a następnie wycofał się na południe i w dniu 8 maja 1945 roku skapitulował przed wojskami amerykańskimi. W niewoli przebywał do 20 czerwca 1947 roku.

## Awanse
- podporucznik (Leutnant) (04.05.1912)
- porucznik (Oberleutnant) (13.03.1916)
- kapitan (Hauptmann) (01.12.1921)
- major (Major) (01.10.1932)
- podpułkownik (Oberstleutnant) (01.04.1936)
- pułkownik (Oberst) (01.06.1938)
- generał major (Generalmajor) (01.10.1941)
- generał porucznik (Generalleutnant) (01.02.1943)
- generał artylerii (General der Artillerie) (01.05.1944)

## Odznaczenia
- Krzyż Rycerski z Liśćmi Dębi i Mieczami (18.03.1945)
- Krzyż Rycerski z Liśćmi Dębu (30.11.1943)
- Krzyż Rycerski (10.08.1941)
- Krzyż Żelazny kl. I (30.09.1916)
- Okucia do Krzyża Żelaznego kl. I (01.10.1939)
- Order Wojskowy św. Henryka kl. IV (Królestwo Saksonii) (09.03.1915)
- Krzyż Kawalerski kl. II Orderu Alberta
- Krzyż Żelazny kl. II (28.09.1914)
- Okucia do Krzyża Żelaznego kl. II (21.09.1939)
- Krzyż Honorowy z mieczami
- Złota Odznaka za Rany